# Cycnidolon bruchi
Cycnidolon bruchi är en skalbaggsart som beskrevs av Dilma Solange Napp och Martins 1985. Cycnidolon bruchi ingår i släktet Cycnidolon och familjen långhorningar. Inga underarter finns listade i Catalogue of Life.